# 覺恕法親王
覺恕法親王（1521年—1574年1月25日），是日本戰國時代的法親王，生父母是後奈良天皇及伊予局，正親町天皇的異母兄弟。他也是天台宗曼殊院的門跡和天台座主。

## 履歷
大永五年（1525年）覺恕在延曆寺曼殊院門跡得度，天文六年（1537年）繼承曼殊院門跡。弘治三年（1557年）受准三宮宣下，稱金蓮院准后，到元龜元年（1570年）於戰國時代的亂世中就任第166世天台座主。
次年（元龜二年、1571年）、織田信長進行比叡山燒討時逃離比叡山，事後被追究責任，他唯有投靠甲斐的武田信玄。之後，武田信玄努力為他爭取權僧正僧位。天正二年（1574年）逝世。
| 宗教頭銜            | 宗教頭銜                                      | 宗教頭銜          |
| ------------------- | --------------------------------------------- | ----------------- |
| 前任： 慈運法親王   | 曼殊院門跡 第40世                             | 繼任： 良恕法親王 |
| 前任： 應胤入道親王 | 天台座主 第166世 1570年4月28日－1585年3月13日 | 繼任： 尊朝法親王 |